# Bay St. Louis, Mississippi
Bay Saint Louis là một thành phố quận lỵ quận Hancock6 trong tiểu bang Mississippi, Hoa Kỳ. Thành phố có diện tích km2, dân số theo điều tra năm 2000 của Cục điều tra dân số Hoa Kỳ là 8209 người. Thành phố này đã bị tàn phá bởi bão Katrina và sự cố tràn dầu Deepwater Horizon.